# Decurio (városi magisztrátus)
A decurio a coloniák és municipiumok városi tanácsának, az ordo decurionum-nak a tagja, a római senator megfelelője. A megbízatás igen nagy megtiszteltetésnek számított.

## Városi tisztségek
A városi cursus honorumnak megfelelően római mintára a decurio végigjárta a városi magistratusok ranglétráját, s lehetett először városi quaestor, aedilis, végül a consulnak megfelelő duumvir, azaz polgármester. Ötévente a két duumvirt kiterjesztett - a censornak megfelelő - hatáskörrel, mint duumviri iure dicundo quinquennales-t választották meg, hogy kiegészíthessék a tanács névjegyzékét, az album decurionum-ot.

## Ordo decurionum
A decurio megbízatása általában élethossziglan szólt, s igen nagy megtiszteltetésnek számított.
Tagjai a római senatorok (ordo senatorius) és lovagok (ordo equester) mellett a birodalom felső rétegéhez számítottak, és harmadik vezető rend módjára elkülönültek az alsó rétegektől. A rend tagjai helyi szinten gazdagoknak számítottak, azonban általában jóval kevésbé voltak gazdagok, mint a másik két rend, általában a legszegényebb lovagoknak feleltek meg. 
A városok fenntartásának költségeit a decurioknak kellett biztosítaniuk, ezért a rendhez való tartozás nagy anyagi terhet is
jelentett, ami a köztársaság és a principatus idejének virágzása esetén nem jelentett túl nagy gondot.
A Marcus Aurelius korában kezdődő általános gazdasági válság a rendet nagyon erősen megterhelte. Általános munkaerőhiány lépett fel a rabszolgahiány következtében, ami elsősorban a decuriók középbirtokait sújtotta, a másik két vezető rendet, 
akinek birtokai a birodalom sok részén voltak szétszórva, kevésbé. A munkaerőhiány miatt visszaesett az élelmiszertermelés, 
a kereskedelem, és infláció lépett fel, ami miatt a városi kézművesség is visszaesett. Az egész birodalomban, de különösen
a nyugati felén kötelezni kellett a fiúkat apjuk foglalkozásának űzésére. Így kellett tenni a decuriókkal is, mert a tisztséggel
járó anyagi terheket már egyre kevésbé tudták viselni. A birodalom végére a rend elszegényedett, a városokkal együtt.